# Montiglio Monferrato
Montiglio Monferrato là một đô thị ở tỉnh Asti vùng Piedmont thuộc Ý, nằm ở vị trí cách khoảng 30 km về phía đông của Torino và khoảng 20 km về phía tây bắc của Asti. Tại thời điểm ngày 31 tháng 12 năm 2004, đô thị này có dân số 1.693 người và diện tích là 27 km².
Montiglio Monferrato giáp các đô thị: Cocconato, Cunico, Murisengo, Piovà Massaia, Robella, Montechiaro d'Asti, Tonco, Villa San Secondo và Villadeati.